# Lytocarpia angulosa
Lytocarpia angulosa är en nässeldjursart som först beskrevs av Jean-Baptiste Lamarck 1816.  Lytocarpia angulosa ingår i släktet Lytocarpia och familjen Aglaopheniidae. Inga underarter finns listade i Catalogue of Life.